# Carlos Pereira Xavier
Carlos Pereira Xavier (Vazante, 13 de outubro de 1961) é um servidor público e político brasileiro. Integrou a Câmara Legislativa do Distrito Federal entre 1995 a 2004, durante sua segunda, terceira e quarta legislaturas. Perdeu o mandato em agosto de 2004, após ser cassado.

## Biografia
Xavier se tornou morador de Brasília ainda criança, em 1967. Ali, trabalhou no Banco Nacional de Crédito Cooperativo e na Administração Regional de Samambaia. Também atuou em movimentos evangélicos, fundando e presidindo a Associação Comunitária das Quadras Pares de Samambaia.
Xavier foi eleito deputado distrital nas eleições de 1994, 1998 e 2002. Obteve 7.480 votos na primeira, 7.934 na segunda e 7.804 votos na terceira. Disputou cada pleito por um partido diferente: Partido da Frente Liberal em 1994, Partido Progressista Brasileiro em 1998 e Partido Social Democrático em 2002.
No parlamento, Xavier foi presidente da Comissão de Assuntos Sociais e da de Direitos Humanos e Cidadania, bem como vice—presidente da comissão de Economia, Orçamento e Finanças. Na época, afirmou que tinha como prioridade "lutar pelo desenvolvimento do Distrito Federal, em especial de Samambaia, e pela comunidade evangélica com atenção voltada às solicitações e anseios da população."
Seu nome de batismo era "Adão", porém alterou-o legalmente para Carlos.

### Cassação e condenação por homicídio
Em 2004, Xavier teve seu mandato de deputado distrital cassado por seus pares, em uma votação de 13 votos a favor ante 3 contrários. De acordo com investigações, o deputado havia contratado, em março daquele ano, dois pistoleiros, que foram condenados, para que matassem o jovem Ewerton da Rocha Ferreira, de 16 anos. Xavier acreditava que Ferreira era amante de Maria Lúcia Araújo de Xavier, sua ex-esposa. Foi o primeiro deputado distrital cassado na história da casa.
Em 2014, Xavier foi à juri popular. No mesmo ano, foi condenado a 15 anos de reclusão, inicialmente fechado, pelo crime de homicídio qualificado. Não chegou a ser preso, pois um habeas corpus concedido pelo ministro Ricardo Lewandowski, do Supremo Tribunal Federal, lhe autorizou responder em liberdade.